# Glutaconil-CoA decarboxilasa
La Glutaconil-CoA decarboxilasa (EC 4.1.1.70) es una enzima que cataliza la decarboxilación del glutaconato a but-2-enoato y dióxido de carbono. Requiere como cofactor biotina.
Glutaconil-CoA {\displaystyle \rightleftharpoons } But-2-enoil-CoA + CO2
La enzima del Acidaminococcus fermentans es una biotinil-proteína que requiere sodio y actúa como una bomba de sodio. Antes de la decarboxilación dependiente de sodio, el carboxilato es transferido a la biotina de una forma independiente del sodio.
En el acidaminococcus fermentans la enzima se presenta como un hetero-óctamero formado por dos cadenas alfa (Q06700), dos cadenas beta (Q9ZAA6), dos cadenas gamma (Q9ZAA7) y dos cadenas delta (Q9ZAA8).